# 劉步蟾
劉步蟾（1852年—1895年2月10日），字子香，福建省福州府侯官縣人。劉步蟾是中國清朝時北洋水師高級將領，為旗艦定遠艦之管帶（艦長），官至右翼總兵，記名提督。甲午戰爭後期日軍迫近北洋水師最後防地威海，劉步蟾下令炸沉定遠號旗艦，然後在劉公島服鴉片自殺。

## 生平

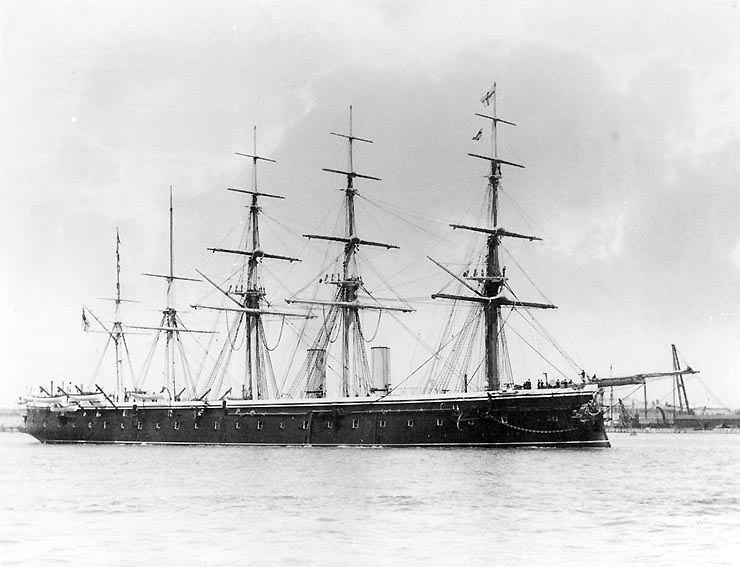
劉步蟾上艦實習的敏諾圖號

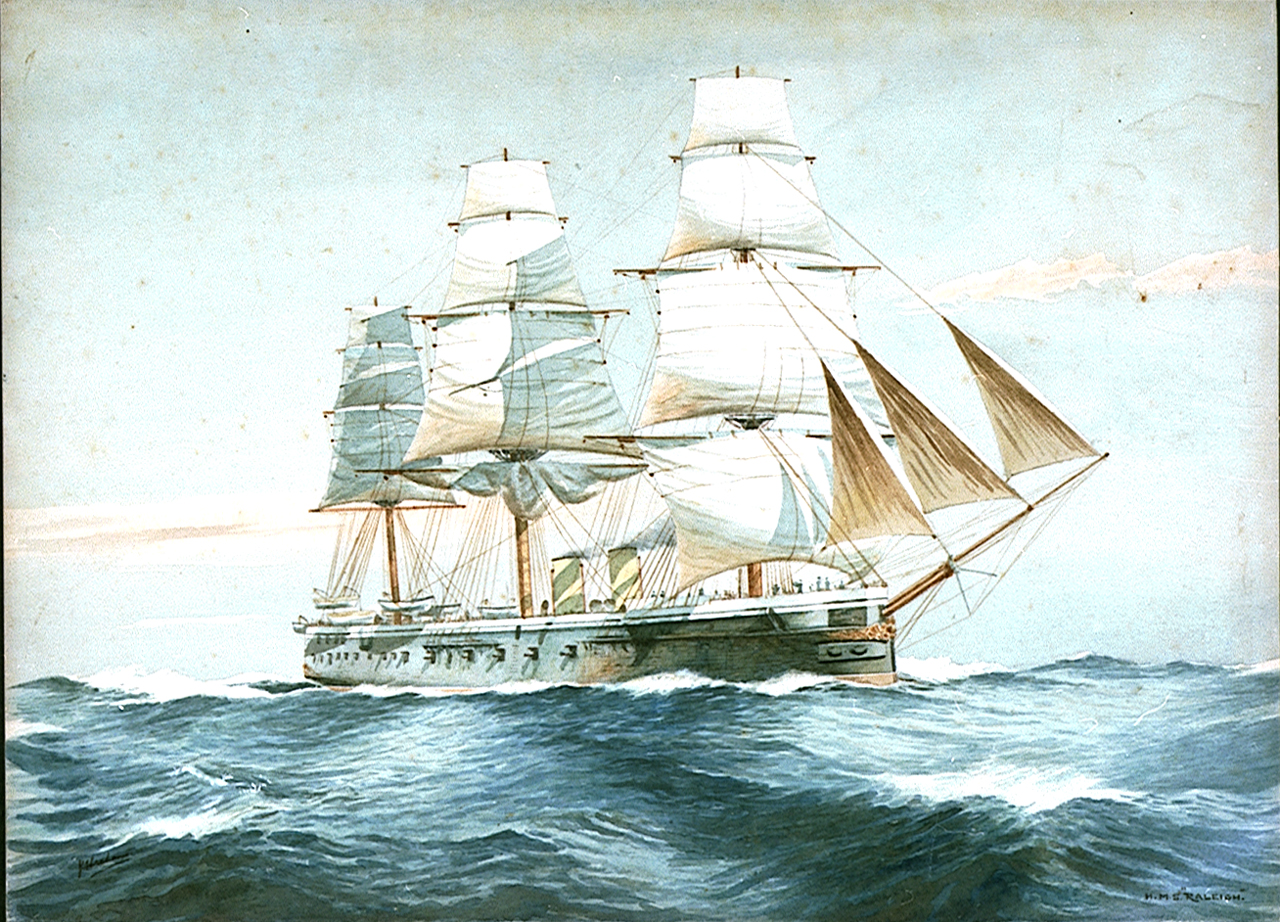
劉步蟾上艦實習的雷利號

劉步蟾1852年生于福州，自幼喪父，由其母撫育長大。1867年考入由沈葆楨興辦之福州船政學堂，入後學堂習駕駛。1871年，上訓練艦建威號實習，駛經廈門、香港、新加坡、渤海灣等地。1872年，以後學堂首屆第一名畢業。1875年任訓練艦建威管帶。1877年清廷選派中國第一屆留英海軍學生十二人，因外國學生進入格林威治皇家海軍學院就讀須先通過入學試，劉步蟾等三人沒有參加考試不能入學，另三人沒有通過入學試，僅六人通過入學考試並從格林威治學院畢業。他在英國皇家海軍兩艦上實習，一艘是已被取代的舷砲型鐵甲艦敏諾圖號，它是海峽艦隊旗艦，他任見習大副，另一艘是層次更低的鐵殼無裝甲巡航艦雷利號。見習是只能看，不准動手。1878年回中國，任北洋水師Epsilon級砲艇鎮北號管帶。:85

## 北洋水師
1881年，李鴻章決定在德國購買兩艘鐵甲艦（即定遠及鎮遠），命劉步蟾前往船廠監造、驗收，協助駕艦回國。1885年劉步蟾隨定遠號回到中國，被任為定遠管帶，官階為副將。1888年，北洋水師正式成立，劉步蟾參與起草水師章程，並被任為水師“右翼總兵”，官阶正二品。李鴻章向朝廷密奏中，指劉步蟾“才可大用”。
1890年，北洋水師訪問香港，提督丁汝昌因事離艦。劉步蟾除下提督旗，改懸總兵旗。引起艦隊英籍總監督琅威理上校（William Lang）不服，琅威理認為他身為丁汝昌副手，理應保留提督旗，步蟾不理會。琅威理向李鴻章投訴，李卻支持劉步蟾，琅威理一怒辭職，返回英國。
1894年甲午戰爭前，劉步蟾多番向李鴻章陳述日本正大力發展海軍，提出北洋水師必須按年添置新艦以制日。無奈李鴻章在當時的現實政治下亦無法再為北洋水師添船炮。至甲午戰爭爆發，9月17日，北洋水師與日本聯合艦隊在黃海發生遭遇戰，即黃海海戰。

## 黃海海戰
劉步蟾指揮作為中國海軍主力的定遠號與日艦作戰，戰事由中午至下午，定遠中彈極多。而提督丁汝昌在戰事初即身受重傷，艦隊實質由劉步蟾指揮。劉步蟾在戰事中因作戰英勇，立誓“苟丧舰，将自裁”，不稍退避，海戰後被昇為記名提督，並代理受傷之丁汝昌為水師提督。
1895年2月4日，日軍魚雷艇突襲威海衞，定遠受損入水，被迫擱淺作炮台，继续射击防卫，先后击退了日军数次进攻。2月9日，日本陸軍佔領地上岸炮，擊傷定遠。劉步蟾以劉公島即將陷落，為免定遠落入敵手，將定遠炸沉。當天晚上，劉步蟾吞食鴉片自殺殉國。獲清政府以提督陣亡例撫恤。

## 評價
馬幼垣教授指劉步蟾是真出洋，假留學，又膽小；比較著名日本海軍將領東鄉平八郎與劉步蟾的學經歷，可見東鄉平八郎在多種不同軍艦上服役，熟悉不同艦種，又有遠洋任務的經驗，都是劉所缺乏的。:81-82二十世紀中的歷史書曾對劉步蟾於黃海戰役中的表現多有貶損。此等評價可能多出於當時定遠號上一名英員戴樂爾（William Tyler）在戰後三十年出版的回憶錄《我在中國海軍三十年（1889-1920）︰戴樂爾回憶錄》中對劉步蟾的評價。戴樂爾為泰晤士航海訓練學院(東鄉平八郎即畢業於此)的畢業生（1881-1883年就讀）受過正統海事教育，航海本領高超，曾乘風帆沿極險惡的咆哮40度水道自南非南端抵南美南端，來華前曾在多艘英艦上服役，包含鐵甲艦「破壞」（Devastation, 9,387噸，1873年）號、二等巡洋艦「利安達」（Leander, 4,300噸，1885年）號、裝甲巡洋艦「專橫」（Imperieuse, 8,400噸，1886年）號等名艦，在專業學經歷上遠非劉步蟾能及。:82-83戴樂爾進入北洋水師後上定遠號不久即爆發黃海海戰，海戰時曾擔任「定遠」艦副管駕，戰後戴樂爾與阿璧成、馬吉芬等外員均著以水師游擊用，獲御賜雙龍寶星第三等第一品。

## 延伸阅读
[在维基数据编辑]
 《清史稿·卷460》，出自趙爾巽《清史稿》